# リンジー・マクスウェル
リンジー・マクスウェル（Lindsay Maxwell, 1981年9月10日 - ）は、カナダの女優である。

## 出演作品

### テレビ
- Lの世界

### 映画
- ドルフ・ラングレン ザ・リベンジャー
- バタフライ・エフェクト2